# Église San Giovanni Battista (Chiaiano)
Pour les articles homonymes, voir Église San Giovanni Battista.
L'église San Giovanni Battista de Chiaino est une église de Naples située dans le quartier de Chiaino dédiée à Jean le Baptiste. Elle se trouve via Cocchia et dépend de l'archidiocèse de Naples.

## Histoire
D'origine médiévale, l'église est entièrement reconstruite en 1575, et remaniée au cours des siècles. Elle présente aujourd'hui un aspect du XIXe siècle.
Peu de traces subsistent de l'époque médiévale, surtout depuis les restaurations du XXe siècle. 

## Description
Le portail présente un ovale de marbre figurant l'Agnus Dei provenant de l'église San Giovanni Battista delle Monache.
L'intérieur possède plusieurs autels du XVIIIe siècle. La statue de bois du maître-autel est de Nicola Fumo (it); elle représente un buste de saint Jean-Baptiste exécuté en 1723. Deux tableaux du XVIIe siècle sont visibles dans la troisième chapelle de droite au-dessus de l'autel; ce sont La Trinité et Saint Ignace de Loyola avec saint François Xavier.